# 오야마촌 (아이치현)
오야마촌(小山村)은 아이치현 헤키카이군에 설치되었던 촌이다. 현재의 가리야시에 해당한다.